# Антисемитизм в славянской народной культуре
Источниками славянских народных представлений о евреях стали сюжеты средневековой книжности и фольклора, трактующие события Ветхого и Нового Заветов и последующей библейской истории. Фрагменты истории «библейских» евреев трансформировались в исторических хрониках, полемических трактатах, народных легендах и легли в основу мифологизированного образа еврея в книжной и устной традициях славян.

Масленичная маска «еврея», Чехия, 1975. Отличительные признаки персонажа — длинный крючковатый нос, в руке держит колотушку из вывернутой наизнанку шкурки ежа

В народной культуре славянского населения черты оседлости постоянное соседство с евреями и большое число ярких отличий последних по целому ряду основополагающих для построения идентичности характеристик, включая веру, обряды, одежду, пищу, занятия, способствовало формированию и высокой устойчивости стереотипа еврея. Участие в сложении этого стереотипа приняла и христианская церковь. Народные верования белорусов, русских и украинцев, которые соседствовали с евреями на территории черты оседлости, составляют единый комплекс представлений.
Ряд славянских народных суеверий о евреях распространился далеко за пределы регионов прямого тесного контакта евреев и славян. Эти представления вошли в городское массовое сознание, где существенно исказившись и упростившись, часто становились основой для бытового и государственного антисемитизма.

## Библейские евреи
В народных легендах, рисующих Адама и Еву как всеобщих первопредков, встречается и мотив еврейской принадлежности первых людей, который связан с представлениями об изначальной избранности еврейского народа. В дальнейшем эти предки могут превращаться в предков «своего» народа, который считается прямыми потомками первых людей. Согласно белорусской легенде, «мы ж ад яўреяў прайзашлі, усе зналі яўрэйскі язык», но после Вавилонского столпотворения «сталі разные языки: рускі, і китайскі, і многа…».
Рассеяние евреев по миру, отсутствие у них своей земли, гонения на них со стороны других народов трактуются народными легендами как результат Божьего проклятия, наказания за распятие евреями Христа.

## Эпические и антропогонические персонажи
Русская былина о жидовине, сербские песни о Джидовине, Джидиге-исполине и болгарские предания о жидах-гигантах представляют персонажа по имени Жидовин в качестве необыкновенного исполина, с которым воюет Илия-змееборец. Одна сербская сказка рассказывает о жиде — великане-людоеде (Вук Караджич, 45).
Современные болгарские предания изображают жидов первыми людьми на свете, которые вышли из земли подобно грибам. Они были высокими и крупными, ходили, спотыкались, падали и не могли больше встать. Особо они запинались о Кепину (ежевик), поэтому кланялись ей и приносили жертву. Они не боялись грома. Когда змеи стреляли с высоты огненными стрелами, жиды клали себе на голову камень и приговаривали: «Каменная у меня голова! что ты со мной поделаешь!». Видя, что эти создания спотыкаются, падают и не имеют сил подняться, Бог извёл их.
Илиев выводил славянское народное представление о жиде-исполине из народного христианского обобщения, согласно которому евреи были первыми людьми, созданные Богом и от них пошли другие народы. Первые люди в народном сознании представлялись исполинами. Мотив о жидах как врагах появился из другого христианского представления о евреях как гонителях Христа. Таким способом эпический образ великана и богатыря Жида мог одинаково сформироваться в русском, сербском и болгарском фольклоре. У русских мотив соединился с образом жидовина-хазарина, у болгар — с образом местных евреев, которые в народных представлениях воспринимаются как союзники турок. Рассказывается, что в Житове или Жидове-гробе у Тырнова похоронен «жид», который предал город туркам.

## Еврейская вера
Если славянская книжная традиция была ориентирована на поиск библейских параллелей событиям и лицам своей истории, связывая принятие веры или обращение с концептом чуда, то фольклорная традиция создавала собственный миф о «чужой» вере. Этот миф отразил конфессиональную полемику, эсхатологические пророчества и суеверные представления.
Народная традиция утверждает приоритет своей веры на верой этнических соседей, используя как аргументы сакральные символы. Славянские легенды, связанные с Воскресением Христовым, повторяют один и тот же круг мотивов, которые представляют событие как ряд видимых свидетельств, убеждающих неверных. Наибольшее распространение имеют легенды об ожившем петухе, сваренном жидам для трапезы после того, как ими был распят Христос (легенда имеет апокрифические источники), об ожившей рыбе, которую ела Богородица, о вылупившихся из печёных яиц цыплятах. Эти легенды строятся на универсальной фольклорной формуле «невозможного», которое провозглашается условием воскресения Христа. Невозможное происходит, подтверждает свершившееся чудо и посрамляет неверных. Результаты чуда всего видимы и ощутимы физически, особенно для противившихся этому чуду, пытавшихся его предотвратить или скомпрометировать. Согласно западноукраинским и болгарским легендам, у многих евреев есть веснушки с тех пор, как воскресший варёный петух обрызгал их подливой. Так же болгарские легенды объясняют паршу евреев. Во время странствий по пустыне после Исхода Бог много раз являл евреям свои чудеса, но они не смогли правильно распорядиться чудесными дарами и Господь наказал их за жадность паршой и неистребимым запахом. Мотив чуда имеет место в легендах об индивидуальном или массовом обращении евреев в христианскую веру. На их формирование повлияли книжная традиция и иконография.
Конфессиональный аспект в оппозиции «свой — чужой» составляет одну из основ самоидентификации, в особенности в полиэтнической и поликонфессиональной среде, где традиция соседства насчитывала несколько столетий. Настороженное отношение к иноверцам, инородцам проявляется в эмоциональных эпитетах: укр. бисові жиди; недовірок, невіра — «еврей, иудей»; Иродове кодло; гаспидьска живода; невірний гірш жида, або турка (о евреях). В народной культуре наблюдается «национализация» Бога, когда каждому народу приписывается свой Бог, покровительствующий ему, но «свой» Бог — всегда самый могущественный. Письменные источники и фольклор отразили такие понятия, как русский (московский, староверский), польский, немецкий, хохляцкий, жидовский бог. «Еврейский бог» в славянских представлениях не имеет имени и никто не видел его изображений. В то же время утверждается, что он изображён в зооморфном демонологическом виде, в виде «барана позолоченного» или «тельца раскрашенного», как пёс, корова, некий болван, «божок в виде змеи», что связывается с жезлом Моисея — именно так интерпретируется украшенный свиток Торы. Известны представления о таинственных изображениях «еврейского бога», которые обладают магической силой.
В отношении «жидовской веры» славянская традиция проявляет взгляд «извне», интерпретируя элементы иудаизма в основном на основании внешних представлений о них. Кроме точки зрения, что еврейская вера — это вера Ветхого Завета, от которой происходит христианство, встречается представление, что у евреев свой Бог. На Русском Севере и в центральных губерниях, в регионах, где население не имело контактов с евреями, фиксировался устойчивый и очень малый набор стереотипов книжного происхождения. Среди его источников был «Сон Богородицы», имевший широкое хождение в крестьянской среде, породивший клише типа «жидовики-некрещеники». Представления о евреях (иудеях) исчерпываются образом евреев-«нехристей», которые виновны в распятии Христа. В славянской традиции преобладает представление о еврейской вере как «ненастоящей», поскольку евреи не узнали в Христе истинного Бога и Мессию; евреи ждут прихода Антихриста, который и есть «жидовский Мессия». Наблюдения за молитвами евреев на новолуние и за ритуальными действиями между еврейским Новым годом и Судным днём стали основой славянских народных рассказов о том, что евреи поклоняются солнцу, месяцу, звёздам. Основные признаки еврейской веры, в представлении славянской народной традиции, — переплетение «сакрального» и «нечистого». Так, присутствие иноверца оскверняло священное место и трапезу православных. За связь с инородцами женщина ссылалась в монастырь, мужчина отлучался от церкви. Инородцы связаны с нечистой силой и могут стать причиной прихода в мир Антихриста. В то же время культовые объекты и предметы иноверцев включались в систему «своих» религиозных практик, которые направлены на достижение здоровья, успеха, благополучия.
В ряде шуточных фольклорных жанров, в которых сюжетообразующим является спор о вере — сюжет, имеющий литературное происхождение. Диспут часто ведётся в виде безмолвного диалога жестами. «Противник» ведёт себя очень серьёзно, но человек «нашей» веры обращает спор в шутку: убеждение в правильности «своей» веры не нуждается в доказательствах. В одном из сюжетов еврей признаёт правоту крестьянина и крестится после следующего обмена жестами: еврей показывает один палец, крестьянин три; еврей — ладонь, крестьянин сжимает руку; еврей указывает наверх, крестьянин — вниз. Еврей обратился к ксёндзу, который истолковал это так: один палец — Бог един, три пальца — Бог в Троице; ладонь — Бог всё видит, сжатая рука — бог знает всё тайное; палец наверх — Бог на небе, вниз — Бог и на земле. Крестьянин понял дело так: жид хочет зарезать меня ножом, я пригрозил ему вилами; хочет ударить ладонью, я в ответ — кулаком; поднимет меня вверх, я стукну его о землю.
В отношении ритуалов иноверцев внимание концентрируется на внешних их проявлениях, в первую очередь носители традиции оценивают зрительные и слуховые образы. Евреи очень религиозны, привержены своей вере и строго соблюдают множество предписаний.
Среди верований присутствует сила «чужого» сакрального слова и «чужого» сакрального текста. Сакральные еврейские тексты могли восприниматься как набор «заумных» слов, среди которых уловимы «знакомые» звукосочетания, которые можно по-своему истолковать. Наибольшее количество таких истолкований получило еврейское благословение «Барух ата Адонай Элохейну мелех ха-олам…» («Благословен Господь Бог, царь Вселенной…»): «Adonui, adonuj, wzięła koszka łój» («…утащила кошка сало», Подлясье); «Борохате адинуй, с.. и в хаті буде гнуй» (навоз) и т. п. В то же время «непонятные» еврейские тексты получали статус апотропейных. В Полесье еврейские молитвы применялись для тушении пожаров, обезвреживания «заломов», снятия порчи со скота и др. В Подлясье украинцы и поляки использовали «еврейские» амулеты — тексты, которые воспроизводили знаки еврейского письма; при болезни применяли кусочки бумаги с еврейскими надписями. Свитки Торы могли восприниматься как «еврейский Бог». Талмуд мог пониматься как Писание, «еврейский божок», чаще всего — как свод разных пророчеств о будущих бедствиях или как «тайная еврейская книга» о том, как они распинали Христа. страшные предсказания, согласно славянской традиции, содержат и другие еврейские книги. Из Талмуда и других еврейских книг, согласно свидетельствам от информантов из Юго-Восточной Польши, евреи узнали о своей гибели во время Второй мировой войны. Как оберег, применимый в народной магии и медицине трактовалась мезуза.
Суббота единодушно оценивается как значимый день для евреев. По причине субботних предписаний и запретов он часто соотносится с христианским почитанием воскресенья.
Рассказы о происходящем в случае, если синагога или другое еврейское культовое место используются не по назначению, входят в круг легенд об осквернённых святынях, бытующих на Русском Севере, в центральной России, Украине и Беларуси. В таких зданиях, что бы там не находилось, дело не идёт, всё ломается..
Если «свои» культурные явления, с точки зрения славянской традиции, имеют ряд типологических сходств с еврейскими обрядами, они начинают восприниматься как «чужие», «еврейские». Один из ранних известных примеров — «ересь жидовствующих» на рубеже XV и XVI веков, когда бытовые предрассудки, магические акты положили начало серьёзному процессу в становящемся Российском государстве. В народной традиции для опознания иноверца было достаточно минимального набора признаков, например, наблюдается почти отождествление турок, татар и евреев на основе того, что они не употребляют свинину. Наличие сходства между «чужими» и неправильными «своими» ведёт к причислению «оппонентов» к жидам. Народное православие поступало так со старообрядцами, баптистами, хлыстами. Ряд украинских поговорок отражают представление, что вера католиков и жидов одинакова. Подтверждением может служить употребление первыми пресного хлеба (облаток), что ассоциировалось с еврейской мацой. Внешний вид, в том числе причёски, опознаваемые как «чужие», приписываются как инородцам, так и «своим чужим».
Фольклорные мессианские мотивы представляют собой народную версию межконфессионального диалога, который в книжной культуре выражен в полемических трактатах раннего Нового времени об истинном и ложном Массии. Славянский народный образ «жидовского Мессии» построен на образе «чужого» и явным образом демонизирован, например, наделён рогами.

## Наветы
Представления о «чужих» религиозных практиках как о «греховных», «кощунственных» становятся оправданием определённого поведения относительно «чужих». Этническая или локальная народная культура, основанная на идее этноцентризма, создаёт обширный комплекс суеверных представлений о «чужих», базовым в этом комплекса становится навет. В его рамках априори не принимаются во внимание объективные сведения, вместо которых используются суеверные конструкции. Этноконфессиональный навет представляет собой культурный стереотип, охватывающий не только обвинения иноверцев в ритуальных убийствах и использовании в своих обрядах христианской крови, но и все представления о ритуальной жизни «чужих», включая календарь, праздничные обряды, магические и народно-медицинские практики, представления о потустороннем мире и др. Религиозные навет оформляются средствами различных жанров, от дразнилок и прозвищ до особым образом построенных пространных сюжетов, которые бытуют как у носителей традиционного сознания, так и в современной городской культуре. Навет как тип культурного текста весьма широко распространён в регионах, где происходили тесные этнокультурные контакты.
Первый известный на Руси еврейский погром произошёл в ходе Киевского восстания 1113 года, когда после смерти князя Святополка Изяславича киевляне призвали на киевское княжение Владимира Мономаха. Историк В. Я. Петрухин считает, что погром был связан с кровавыми наветами на евреев, в частности, с легендой о Евстратии Печерском. По мнению Петрухина, распространённые в настоящее время представления о покровительстве Святополка ростовщикам как причине погрома основаны на «реконструкции» Василия Татищева, который использовал для этого известную ему ситуацию в Речи Посполитой XVII века.
Одно из первых обвинений по кровавому навету у восточных славян, в смешанной католико-православной среде в Подляшье, относится к 1564 году. Кровавый навет как элемент антииудейской полемики может быть сопоставлен с переосмыслением сюжета о Евстратии Постнике Густынской летописи XVII века из Юго-Западной Руси. Сюжет рассматривается в качестве сбывшегося пророчества о Крестовом походе 1096 года: «заходные царие и князи идеже обретоша Жидовъ, убиваху их, нудяще креститися. И много тогда Жидовъ погибе, якоже им преподобный Евстаратий мученикъ прорече, егда от нихъ распятъ бысть».
Сюжет о ритуальном употреблении евреями христианской крови — универсальная составляющая этнокультурного «портрета» еврея в религиозной европейской средневековой традиции и во многом наследовавших ей народных верованиях. Народные представления о кровавом навете в отношении евреев имеют книжные источники. Возникающий в народных пересказах Евангелия мотив жертвоприношения тесно переплетается с мотивом кровавой жертвы, с точки зрения христианской традиции, ежегодно приносимой евреями на Пасху, и мотивом ритуального убийства.
В Подолии широко распространён сюжет, в котором евреи в канун еврейской Пасхи похищают христианских детей, сажают жертву в бочку с гвоздями и, перекатывая её с боку на бок, получают кровь для своего ритуального блюда — мацы. Тот же сюжет известен в Западной Белоруссии — в Гродненской области, на пограничье Польши и Литвы и повсеместно в Польше. Этот сюжет является наиболее известным в славянской народной традиции. В рассказы о кровавом навете может вплетаться сюжет о похищении евреев хапуном — демонологическим персонажем, во время богослужения в еврейский праздник Судного дня. Кровь похищенных предназначалась для изготовления пасхальной мацы. В ряде современных нарративов кровь берётся из больниц или добровольно отдаётся сердобольными соседями; может годиться даже кровь от случайного пореза. В Люблине в 1636 году зафиксирован рассказ, согласно которому вторичным источником крови для евреев были цирюльники и хирурги.
Устойчиво представление, что еврейская маца является очистительным средством, который евреи используют в свой праздник, наподобие того, как христиане ходят к причастию, маца становится аналогом облаток. С этой точки зрения наличие крови в маце становится оправданным, ассоциируясь с кровью и телом Христовыми при причастии.
К народному кровавому навету примыкают сюжеты о похищении евреями гостии из костёла и надругательстве над ней. Современные рассказы демонстрируют представление, что если евреи манипулируют с гостией, значит признают её сакральность и в конечном итоге праведность христианской веры. Кроме того, такие рассказы включаются в круг повествования об осквернении святынь, таких как причастие, святые дары, сакральные изображения, в ходе колдовских практик.
Согласно народной славянской традиции, христианская кровь нужна евреям также для промывания глаз новорождённым, поскольку евреи родятся слепыми, как кошки и собаки; также для обеспечения деторождения; для спасения всего народа.
Смешение «своих» и «чужих» ритуальных моделей, проекция «чужой» обрядности на привычную картину сопровождаются установкой на «разоблачение» этнических соседей, подозреваемых в постоянном кощунстве. Эта ситуация ярко выражена в отношении еврейских праздников. Одним из основных мотивов таких рассказов является мотив профанации иноверцами ритуальных действий христиан с непременным наказанием кощунников.

## Регионы тесных контактов
В регионах со смешанным этноконфессиональным населением «чужая» вера является предметом особого внимания, однако она воспринимается всегда сквозь призму собственной культуры. Этноцентристские тенденции развиваются не от незнания культуры «чужих». Напротив, мифологизация чужаков характерна именно для традиций, которые знали своих этнических соседей «в лицо». Мифологизация образа «чужого» сочетается с бытовым знанием о реальных соседях, при этом первый аспект остаётся преобладающим. Как правило, выделяются, переосмысляются и интерпретируются элементы «чужой» культуры, отличающиеся от «своей» культуры. Этнический (или этноконфессиональный) стереотип еврея в западной части восточнославянского этнокультурного ареала имеет значительную устойчивость и функционально нагружен.
Если эпические фольклорные жанры и легенды повествуют об однозначно «чужих» — неверные турки, жидова, жидовики-некрещеники, то фольклорные нарративы и мемораты говорят об этнических соседях-евреях, используя слова еврейчик, жидок, жидовочка, Żydek, Židáčik. Исходя из контекста, эти наименования являются не фамильярными и не носят пейоративного оттенка, а означают сокращение дистанции, просто «чужие» становятся «своими чужими». Коррекция стереотипов, которая обусловлена непосредственными контактами разных культур, является органичной для культуры полиэтничных регионов, где «жыд — такі самы чалавек, як і я. Ён мне брат» (Гродненская область). Однако имеется и противоположное мнение об оттенке перечисленных слов.
Славянская народная культура выработала «способы распознавания» евреев, включая внешние, телесные особенности — «отметины», «приметы». Эти физические характеристики включают как видимые, ощутимые признаки — антропологические и этнографические особенности, так и гипертрофированные, не требующие верификации черты, приписываемые чужакам. Всем инородцам, иноверцам присущи разные телесные особенности и аномалии, иногда скрытые, которые народная этиология объясняет как следствие «нечеловеческой», «демонической» природы «чужих» либо как результат наказания «чужих» со стороны высших сил за их «нечистоту» и «греховность». «Чужой» всегда остаётся таковым, не только в духовном плане, но и телесно.
Традиционным является представление, что иноверцы, инородцы не имеют души, у них есть только пар, пара, как у животных. О еврее могут говорить «жид издох, изгиб», но не «умер». В Закарпатье распространено поверье, что тело иноверца, подобно телу колдуна, напротив, может вмещать две души, и среди евреев много «двоедушников». Даже если у иноверцев признаётся существование души, они не могут попасть в рай, ад или чистилище.
В фольклорном сознании бытует представлении об особой «окрашенности» чужаков. Этот миф является неким «общим знанием», не соотносясь с тем, что можно увидеть собственными глазами. При этом важны скорее не цвета а противопоставления «светлый — тёмный», «чистый — грязный».
Согласно польским поверьям, беременность у евреек длится всего шесть месяцев, поэтому еврейские семьи многодетны. «Евреи плодятся как клопы» — утверждает польская пословица. Кроме того, евреи рождаются из прямой кишки. Инородцы, подобно животным, рождаются слепыми, и необходимы время или особые действия, чтобы новорождённый прозрел. По поверьям поляков в Литве евреи не способны видеть солнца и определять по нему время. Кровь евреев отличается от нееврейской ввиду их родства с нечистой силой. Болгарские легенды упоминают великанов-людоедов, иногда одноглазых, называемых латини, елини, джидове, джидовци. В народных представлениях южных славян евреи выступают людоедами. Типологической параллелью этих сюжетов является кровавый навет. Согласно общеславянскому представлению ноги — единственная часть тела, которую не в силах изменить нечистая сила. Демонические животные конечности имеют и евреи. «Чужого» может отличать и наличие хвоста.
Устойчивым стереотипом является запах «чужого». Со Средневековья известны общеевропейские представления о лат. foetor judaicus — «еврейском зловонии». Так, согласно украинской паремии, «Жид жидом завсегда смердить».
Приписываемая чужакам «нечистота» — не только грязь, неопрятность, но и безнравственность, непристойность, порочность. «Нечистота» «чужого», включая еврея, связана с разными животными. «Нечистыми», то есть и грязными физически, и греховными, видятся религиозные практики иноверцев. Так, в Польше, Подолии и Подлесье бытует устойчивое представление, что евреи венчаются в мусорной куче. Проявлением «нечистоты» являются особого рода болезни чужаков. Согласно поверьями восточных славян, евреи страдают коростой и паршой, что есть результат Божьего наказания. Ряд болезней получил статус «еврейских». Этнологическую характеристику получают и веснушки.
Фольклорная этиология объясняет появление разных языков и «признаки» чужой речи, такие как «невнятность», «неблагозвучность», «заумность». Языковой аспект не играет ведущей мифологизирующей роли, что для регионов тесных контактов может объясняться активным присутствием ежедневной коммуникацией. Оценка может быть от представлений об особенностях речи евреев как знака их избранности до интерпретации этого как Божьего наказания. В этноцентричной традиции «человеческим» или «культурным» статусом обладают только «свои», и только свой язык признаётся полноценным и пригодным для общения, тогда язык «чужих» может восприниматься или как звукопроявление, родственное «языку животных», или приравниваться к немоте, поскольку с его помощью нельзя передать «правильную» суть явлений. В традиции украинцев, белорусов и поляков неблагозвучные звуки удода сравниваются с жидовской речью, а сам он считается «еврейской» птицей.
В регионах этнокультурных контактов в Подолии, Полесье и примыкающем к нему польском Подлясье, Карпатах, белорусском Понеманье наблюдалась значительная языковая толерантность, которая могла корректировать ментальные стереотипы. Сходство немецкого языка и идиша могло объясняться тем, что евреи и немцы — один народ. Владение несколькими языковыми кодами значимо для жанра анекдотов об этнических соседях, в которых обыгрывается возможность разного лексического выражения одного и того же значения.
Повседневность «чужих» также мифологизируется. Эти рассказы отражают традицию самоосознания группы, дистанцирования от «других». Стереотипы о евреях различались в зависимости от того, формировались ли они среди жителей местечек с преобладающим еврейским населением (например, в Подолии) или в сельской среде, где евреи были немногочисленны (как в Полесье). И среды местечек, где сохранились следы синагог, еврейских кладбищ и рядовой застройки, известен большой пласт сюжетов об этих объектах — легенды и постройке, о подземных ходах, глубоких подвалах, кладах в подземельях или особых комнатах — «секретах». В местах преобладания славянского населения славянская традиция почти ничего не знает о еврейской религиозной жизни. Евреи становятся «своими чужими», возможно взаимное участие в семейных обрядах, обмен магическими и лечебными рецептами. Но и здесь продолжают преобладать мифологические представления о евреях.
Если для стереотипов из области мифа характерны такие «признаки» «чужих» как «дикий», «нечеловеческий», то для стереотипов из области быта значимы «признаки», проецируемые на повседневное общение с этническими соседями. Бытовые стереотипы фиксируются в паремиях (пословицах, поговорках) и в развёрнутых нарративах. Носители славянской народной традиции единодушно приписывают евреям богатство. В связи с этим у них нет «хозяйства» (скот, огороды, земля), они могут получать образование. Распространена мифологема о «еврейском золоте». Через образование богатство связано со стереотипом «умного», «учёного» еврея. На основе рассказов складывается образ еврея — помощника бедным соседям-неевреям и безотказного кредитора. Эту картину нарушают рассказы военного времени, когда местячковые украинцы выдавали евреев немцам-оккупантам, чтобы не отдавать долги. Однако преступное завладение еврейскими средствами каралось страшной болезнью на протяжении нескольких поколений.
В Восточной Европе XVI—XVIII веков как зоне многообразных и обширных иудео-христианских контактов, концепт «мудрости» за пределами «своей» культуры неизбежно соотносился со сферой «свой/чужой», где внутренняя оценка вступала во взаимодействие с внешней, о чём свидетельствуют разнообразные источники, включая учёные полемические трактаты, корреспонденцию религиозных лидеров местного еврейства, памятники еврейской и христианской религиозной мысли, фольклорные нарративы и их литературные переработки, мемуарные свидетельства.
Настоящей работой признаётся только труд на земле. Непричастность к нему евреев воспринимается как недостаток. В то же время положительно оценивается профессионализм евреев. Хитрость в народном сознании присуща всем народам. Она неоднозначно оценивается. По отношению к «чужому» это положительное качество, по отношению к «своему» — отрицательное. В «хитрость» еврея вкладывается представление об обмане и целый ряд других обусловленных стереотипам значений. Представление о «хитром» еврее наиболее устойчиво в массовом сознании. В регионах, где славянское население никогда прямо не контактировало с евреями, понятие «хитрый жид» также является постулатом. Предписывается соблюдать осторожность при совершении торговых сделок с евреями. Такое отношение оправдывало допустимость самим обманывать евреев. Мотив обмана иудея христианином является элементом ряда книжно-фольклорных легенд об обращении иноверцев и народных рассказов об утаённых, украденных деньгах, при этом обман иноверца не является грехом, поскольку направлен против представителя «чужой» веры.
Евреям приписываются ум и сообразительность. Ум проявляется уже с рождения. Отмечается любовь евреев к учёбе и их «культурность».
Один из сюжетов в фольклоре местечек рассказывает о «вечной вине» евреев за распятие Христа как о причине их истребления во время войны и временами проявляющегося со стороны соседей недоброжелательного отношения.
На фоне комплекса мифологических представлений о евреях существование у этих чужаков особого, отличного от христианского, календаря, делает его даты особенно значимыми в контексте магических практик, погодных и аграрных примет. Эти верования отражены в жанрах легенд, быличек, анекдотических историй. В фольклорном сознании существует представление, что подвижные праздники разных конфессий не совпадают. Если же, согласно народному сознанию, они всё же совпадают, то эта дата получает особое значение, усиливается предрасположенность к чудесам. «Чужие» праздники часто рассматриваются как «праздники наоборот», аналогично тому, что «чужая» вера — греховна, «чужой» бог представлен как демонологический персонаж. Кроме характерной для украинских и белорусских рассказов имитации речи евреев, имеет место своеобразная «транскрипция» названий еврейских праздников. Так в рассказе из Галиции упоминаются «Судный день», «Трубки» (название отражает трубление в шофар), «Кучки» (Праздник кущей — Суккот), «Гамана» (Пурим, связанный с фигурой Амана), «Пейсах», «Зелени Сьвєта» (Шавуот — по аналогии со славянским народным названием Троицкой недели — Зелёные святки, а также, возможно, в связи с растительной символикой еврейского и христианского праздников). В особо «магически значимые» праздники славяне и евреи проводили одни и те же ритуалы для избавления от происков нечистой силы. Некоторые христианские праздники почитают и христиане, и евреи. Имеет место о прямой соотнесённости времени (праздника) и пространства, в связи с чем иноверцу тоже нужно соблюдать праздничные запреты «нашей» традиции. «Чужеродность» еврейского календаря в народном славянском сознании подтверждает также то, что все еврейские праздники подвижны (относительно христианского календаря), «не в числе». Этим обусловлены попытки «закрепить» некоторые еврейские даты, хотя бы для себя.
Славянские рассказы о еврейских праздничных ритуалах содержат как результаты реальных наблюдений и их своеобразной интерпретации, так и мифологический пласт, один из наиболее устойчивых стереотипов — о связи иноверцев с нечистью. Славянская фольклорная «проекция» перекодирует «чужие» понятия в рамках «своей» традиции, что возможно в рамках тесного взаимодействия культур. Отголоском пуримшплей может быть свидетельство, записанное в 2004 году в одном из бывших местечек Подолии: «когда умер Сталин, евреи радовались, пели песни, играли на бубнах». По отношению к еврейской Пасхе славяне проявляли некоторую настороженность, поскольку считалось, что в это время активизировались демонические силы, с которыми связан любой «чужой». К этому дню приурочены «страшные рассказы» о явлении звероподобного «еврейского бога». Кучками или кучами славяне называют праздник Суккот (Праздник кущей), а также весь комплекс осенних праздников; вообще любой еврейский праздник и сам еврейский ритуал моления. Народная этимология объясняет это слово тем, что евреи собираются в кучу. В славянской чреде с Кущами связан ряд поверий, а также запреты, касающиеся хозяйственной деятельности. Кучки могут восприниматься как очистительный обряд, что связано с принятым у евреев молением у воды и вытряхиванием содержимого карманов. Другая традиция воспринимает Кучки как обряд поминовения усопших; в другом варианте — обряд вызывания дождя, поскольку в реальной традиции евреи читают молитву о дожде.
Праздники в народной традиции как дни, выделенные из будней и сопровождаемые особыми обрядами, воспринимаются не просто как значимые, но и как опасные и страшные, требующие соблюдения особых правил. В святочный период запрещены все виды работ. В то же время «безбожные» евреи, работая в это время, нарушают «общечеловеческие» правила. Вдвойне страшными могут быть праздники иноверцев. Так, по верованиям поляков, вредоносные ходячие покойники (упыри) более активны, в том числе, в еврейские праздники. В Полесье считается что в еврейские праздники размножаются водяные. Праздники иноверцев неблагоприятны для хозяйственной деятельности. С другой стороны, нечистая сила, как и иноверцы, отдыхает в определённые дни, поэтому в дни еврейских праздников лучше вести сельскохозяйственные работы. Самый «страшный» еврейский праздник — Судный день, когда в каждой еврейской общине разыгрываются события с участием демонического хапуна, который похищает людей. Евреи ожидали погромов на праздник «большой Босин». Праздник Босины в этнографических свидетельствах упоминается в череде осенних еврейских праздников, иногда ассоциируется с Судным днём, или считается еврейским поминальным днём. К еврейскому Судному дню славянская традиция относит опасности для евреев со стороны демонических сил, но в этот же день происходили и вполне реальные проявления агрессии по отношению к евреям. Иногда события Судного дня переносят на праздник Кущей, который и становится «страшным» днём, в который евреям грозят опасности от нечистой силы.
Еврейские похороны как наиболее «открытый», зримый в общественном плане еврейский ритуал. В рассказах о них украинцев, белорусов и поляков, которые проживали в непосредственном соседстве с евреями, «объективные знания» сочетаются с комплексом фольклорно-мифологических представлениями и суевериями. Еврейский погребальный обряд в наибольшей степени «прокомментирован» этническими соседями. Основные моменты этих рассказов включают предсмертную ритуалистику, характер похоронной процессии, способ захоронения, поминальные обряды. Согласно славянским верованиям, евреи «помогают» своим умирающим, душат их подушками. Хоронят без гробов, завернув в полотно, «повивая» покойника, как младенца, или обряжая как в особую рубаху. На кладбище несут покойника бегом, в процессии участвуют только мужчины. Некоторые информанты вспоминали о шутках, которые устраивали нееврейские дети и молодёжь в местах, где проходила еврейская похоронная процессия. Евреев не положено хоронить с цветами и музыкой. В восприятии славянской культуры похороны с музыкой это знак «антикультуры», а пожелание таких похорон еврею может иметь значение проклятия. Словом кладбище, кладовище может обозначаться как христианский, так и еврейский некрополь, но в ряде мест Подолии и Буковины имеется чёткое различение: кладбище — только места православных и католических захоронений, а еврейские именовались окопысько — слово, иногда соотносимое с некой окраиной, отдалённым пространством. Еврейские захоронения, по мнению информантов, находились на склонах крутых холмов, тогда как христианские — на равнине. В Подолии рассказывали, что евреям на могилы клались «колоды» или надгробия были в форме сапога. «Чужие» некрополи могут описываться как «нечистые» и несущие опасность. «Страшным местом» еврейские кладбища выступают в детских рассказах. Евреев хоронят в неглубоких могилках. Среди украинцев, белорусов и поляков широко распространено представление, что евреев хоронят сидя или стоя. Рассказывают также, что евреи хоронят своих, выкапывая в могиле специальную «нору», куда помещается тело лицом вниз. В славянской традиции лицом вниз хоронились обычно колдуны и ведьмари, чтобы они не смогли выбраться из могил. Евреев хоронят лицом на юг или на восток. Сидя или лицом к земле евреи хоронятся, чтобы на Страшный суд еврей раньше христианина выбрался из могилы и предстал перед Богом. Большинство информантов утверждали, что у евреев не принято устраивать поминки, то есть поминальное застолье, а ритуал поминовения сводится к молению сидя на полу возле свечи.
В поворотные моменты года, которые в славянском народном календаре отмечены обходами ряженых (святки, масленица, обряды, приуроченные к концу Великого поста), а также на отдельных стадиях обрядов жизненного цикла (конец свадьбы или «игры при покойнике») большую роль играют маски инородцев или иноверцев, реализующих защитно-продуцирующую семантику обряда. Именно чужак, стоящий на границе мира людей и мира потустороннего, в наибольшей мере способен обеспечить контакт с дарующими благополучие силами. Во всех славянских традициях известны маски еврея и цыгана, что связано с этническим соседством и с влиянием текстов вертепной драмы, где эти персонажи обязательны. К универсальным приёмам обозначения «чужого» относятся раскрашивание лиц сажей, вывернутая одежда, борода и др. Кроме того, еврея обозначали чёрной одеждой, в Польше также — халаты и белые чулки хасидов, широкополые шляпы. Помимо бороды, также пейсы. Ряженые «евреи» обычно изображали еврейского торговца (мешок за спиной, кошелёк на поясе), арендатора (трубка во рту), раввина (книга в руках). Этнографические детали присутствовали и в костюмах кукол для вертепных представлений. использовался запах, «присущий» еврею. Так, в Польше и Украине ряженые «евреи» жевали лук или чеснок или натирались ими. Ряженые изображали «речь евреев», включая мифологические представления о её «заумности» и «невразумительности».
Связь с потусторонним в образе ряженого «еврея» подчёркивают его белые или чёрные одежды (в славянских верованиях эти цвета связаны с «тем миром»), кривизна маски (кривизна как знак причастности к миру нечистой силы), горбатость фигуры (признак принадлежности к демоническому миру), хромота (общеевропейские представление, что хромота является признаком чёрта). Эти ряженые часто ведут себя комически-кощунственно.
Тема пищи и связанных с ней ритуалов значима ввиду «открытости», наглядности пищевого кода. Иудейские пищевые запреты становятся видимым маркером «чужой» культуры. Резник (шойхер) часто воспринимался как «магический специалист» по умерщвлению животных. В народных рассказах из юго-восточной Польши специально долго мучили предназначенное для убоя животное, как они мучили Христа.
Этиология еврейских пищевых запретов отражена в славянских народных легендах, которые связывают появление этих запретов с библейскими событиями. Наибольшее количество фольклорных легенд связано с запретом употребления в пищу свинины. Широко бытует сюжет, что Иисус превратил в свинью еврейку (варианты — беременную или с детьми), которую её соплеменники спрятали под корыто (под бочку, в печь) с целью испытать его всеведение. Они спросили Христа: что под корытом. Он ответил: свинья с поросятами. Иисус превратил эту женщину в свинью (с поросятами), с тех пор евреи и не едят свинину, ведь свинья — это «жидовская тётка». Русские же едят свинину, потому что свинью благословил сам Христос, поскольку она спрятала его от искавших его жидов. Информанты-славяне единодушно утверждали, что любимым блюдом у евреев является курица, которую они постоянно употребляют в пищу. В то же время в славянской традиции в ряде случаев курятина была запрещена для ритуальной трапезы.
Славянские народные представления о евреях проецируются на некоторые природные объекты. «Еврейскими», «татарскими», «цыганскими», «турецкими» в славянских языках называются небесные светила, несъедобные растения и ядовитые грибы, ряд животных, аномальные природные и погодные явления (дождь при солнце, двойная радуга и др.). Эти «неправильные» явления маркируются как «чужие», принадлежащие к пограничному миру. Два животных, свинья и удод, стали своего рода символами всего еврейского, объединив в себе все признаки, которыми славянская народная традиция наделила образ «евреев».
Сюжеты, имеющие корни в отречённой литературе, повествуют о родстве иноверцев (иудеев или мусульман) с нечистым животным (свиньёй). Распространено представление, что жиды и магометане одной веры — делают обрезание и не едят свинину. Сюжет о превращении в свинью распространён в европейской традиции. В средневековой иконографии, прежде всего немецкой, распространён сюжет «еврейской свиноматки», свиньи, кормящей еврейских младенцев молоком; взрослые евреи поедают её испражнения. Этот сюжет стал одним из источников фольклорной версии «свиноматки». Сюжет «еврейской свиноматки» сопоставляется с мотивом апокрифического Евангелия Детства, а именно его восточной версией. По сюжету дети, не желая играть с ребёнком Иисусом прячутся от него в доме. Женщины говорят ему, что в доме только барашки. В наказание Иисус призывает барашков выйти к своему пастырю — дети превращаются в барашков. В древнесербской версии этого апокрифа — Евангелия от Фомы (XIV—XVI века) дети прячутся в хлеву, на вопрос Иисуса «кто там?» отвечают: «свиньи», и Иисус превращает их в свиней. Запрет на свинину может иметь и рациональное объяснение, которое, вероятно, восходит к Маймониду: свинина быстро портится на жаре. По другому объяснению может быть связан с проклятием, наложенном на свиней. В хронологическом отношении мотивы, «объясняющие» запрет свинины, восходят к античной эпохе. В польско-украинских поверьях удод — «жидовская зозуля», «птица царя Соломона», может считаться «еврейской» птицей по ряду своих «признаков». Осколочные представления о «царском» удоде стоят вне системы славянских народных представлений об этой птице. Они фиксируются больше в лексике, чем в фольклорных нарративах, и могут быть примером «культурной консервации» неславянских книжных сюжетов.

## Демонология и магия
В любой народной традиции особо открытой для этнокультурных контактов является область народной демонологии и магии. Несмотря на глубокие различия славянской и еврейской традиций, в сфере народной демонологии они тесно «сотрудничают» и проявляют взаимную заинтересованность. Ещё этнограф П. П. Чубинский отмечал сходство демонологических представлений украинцев и евреев. Этнограф С. А. Ан-ский писал, что низшая мифология не знает конфессиональных границ. Обмен демонологическим сюжетами, мотивами и персонажами имеет такую же природу, что и обмен магическими и колдовскими практиками.
Иноверцы и инородцы часто сближаются с нездешними миром, поскольку у них нет души, они «нелюди» и сами понимаются как воплощения нечистой силы. Народная этиология связывает появление «чужих» с деятельностью чёрта, который ответственен за этническое разнообразие. В украинской поговорке «що черт, що жид, то рідниі брати». Украинцы, белорусы и поляки часто представляли чёрта в виде пана или еврея. Инородцы и сами могли обращаться в нечистую силу. Характерные признаки демонологических персонажей могли описываться через колоритные черты еврейской внешности. Так, в Полесье космытых чертей и лохматых русалок называли «пейсатыми».
Чужаки и нечистая сила объединяются пристрастием к вредоносной деятельности по созданию «нечистых» объектов. Часто на пару с чёртом изобретателем и распространителем спиртного выступает еврей. Крестьяне на Харьковщине считали, что карты придумали жиды, и именно из-за карточного долга Иуда предал Христа. От нечистой силы зависит и благополучие иноверцев. Нечистая сила может полноправно распоряжаться инородцами. По польскому поверью, еврей в любое время может быть похищен дьяволом. Выкресты также не могут рассчитывать на Царствие Небесное, после смерти их забирает чёрт. В то же время нечистая сила одинаково досаждает и «своим» и «чужим». Оберегом для еврея могли стать и христианские символы. Например, по белорусскому поверью, избавить еврея от домогательств чёрта можно, осенив еврея крестом. Чтобы оградить себя, вещь, которой касалась нечистая сила, следовало отдать еврею.
Отсутствием души объясняется способность инородцев обращаться в животных. Сюжеты с превращением евреев в животных стали составляют часть этиологических рассказов. С евреями славянские легенды о метаморфозах связывают «нечистых» зверей и птиц, обладающих демонической (в качестве ипостаси нечистой силы или оборотней-колдунов) или хтонической (связанной с «тем светом») символикой — свинья, коза, конь (лошадь), волк, сорока. Связываются черти, евреи и воробьи.
Как «еврейский» трактуется распространённый сюжет о чудесной находке. Кроме обмена сюжетами и персонажами, наблюдается «перевод» культурных текстов из одной традиции в другую. Это может быть «перевод» имён, сюжетов, примет и связанных с ними ритуальных действий. В случае сюжетов остаётся указание, что сюжет «чужой», но он насыщается «своими» этнографическими деталями и включается в «свою» обрядность и ритуалистику. В случае примет одна из сторон диалога настаивает, что данная примета (ритуальное действие) актуально именно для противоположной стороны, хотя то же практикуется и в «своей» среде. Ярким примером служит представление о том, что следует делать, если курица запоёт петухом.
В славянской и еврейской народной традициях имеется мотив орнитоморфного («птичьего») облика демонических существ, в том числе в регионах тесных контактов: Западная Украина, Западная Белоруссия, Польша. Представления, что демоны имеют птичьи лапы и оставляют характерные следы, по которым всегда можно опознать этого пришельца из иного мира, прочно укоренены в еврейской традиции. Талмуд наделяет обликом птицы крылатую Лилит. Её мужским аналогам в апокрифической литературе и талмудических легендах (вавилонская агада) иногда является глава демонов Асмодей.
Славянские «навьи» обладают также птичьи («курячьи», «петуховые») ноги. Демоническим существам могут быть присущи черты водоплавающих птиц. Гусиные лапки вместо ног имеют богинки в фольклоре западных славян и русалки в фольклоре восточных славян. Для славянской народной традиции в целом мотив узнавания демона по птичьим следам не характерен. Предположительно, «талмудические» мотивы попали в славянскую книжность при византийском влиянии (ср. получившие распространение в книжности «талмудические» легенды о Соломоне и Китоврасе) и затронули лишь фольклор контактных зон, где имелась возможность заимствования между славянской и еврейской традициями. Подобное взаимоотношение было характерно и для западной средневековой книжности..
Герой рассказа В. Г. Корленко «Судный день (Иом-кипур)» говорит своему собеседнику: «Про Хапуна, я думаю, и вы слыхали…». В этой украинской сказке отражён один из наиболее популярных в народных демонологических рассказах восточных и западных славян сюжетов — о том, как в Судную ночь чёрт-хапун похищает евреев. Источником этих нарративов мог служить один из сюжетов еврейской традиции. С точки зрения славянской народной традиции, причиной похищения чёртом евреев является то, что они «записали» свои души чёрту, когда распяли Христа. Имеются и другие объяснения. Согласно иудаизму в Йом-Кипур заканчивается суд и запечатывается Книга жизни.
Народная культура приписывает иноверцам и инородцам сверхъестественные свойства, связь с потусторонним, способности к магии и ведовству, и вредоносному, и продуцирующему. Обмен с такими соседями магическими средствами сочетался с особой бдительностью, поскольку от них ожидали различных козней. Такая ситуация во взаимоотношениях восточных славян складывалась в XVIII — первой половине XX века в регионах тесных контактов, включая Подолию, украинское и белорусское Полесье, Смоленщину, Виленскую губернию, Прикарпатье и Закарпатье. В сфере народной магии соседство только укрепляло стереотипы в отношении «своих» и «чужих».
Иноверцы могут вызывать погодное ненастье, метель, дождь. Евреи могли считаться «знающими» колдунами и знахарями. В отличие от христианских колдунов, евреи пользуются своей магией и силой своих молитв. «Свои» «знающие» могли утратить способность помогать «своим», если вылечили «чужого». Раввинов и цадиков славяне считали мудрецами-пророками и знахарями-ведунами. Местные крестьяне уважали их, однако бытовали поверья, что у цадика на одной ноге конское копыто. Могилы цадиков часто становились местном поклонения как евреев, так и славян. Согласно источникам XIX века, практика обращения к «знающим» из «чужой» традиции была взаимной. Установки, высказанные современными информантами, что нельзя просить в синагоге или на могиле праведника о мести, наказании, противоречат этнографическим свидетельствам XIX — начала XX века, согласно которым, например, в Белоруссии с целью наказать лиходея жертвовали три «еврейских школы», чтобы равины молились о его погибели. Мотив отмщения через «чужую» молитву имеется и в современных свидетельствах. Культовое почитание «чужих» захоронений не исключало использование этих мест в магических целях.
Примерами «профессиональной» магии являются приёмы, которые евреи-корчмари использовали для привлечения клиентов. Эти приёмы использовали и кабатчики в Центральной России. Труп еврея, иногда еврейского ребёнка, применялся неевреями для оберега коней и скота. Останки иноверцев использовались для вредоносной магии и в магической медицине. Евреи (торговцы, корчмари) обладают волшебной неразменной монетой («инклюз», «анклюз»).
Иноверец может быть подателем благополучия и здоровья, что воплощалось в обрядовых действиях. Имеются свидетельства о евреях-«полазниках». В то же время всякий «чужой», согласно народным представлениям, может быть источником опасности, что выражено в целом ряде правил общения с ним. Отдельная группа фольклорных нарративов представлена рассказами, что «чужие» причастны к распространению заразных болезней. Начиная со средневековых антииудейских сочинений, евреи могли обвиняться в насылании эпидемий и т. п. В опасной ситуации полезной могла оказаться вещь, принадлежащая «чужому» или воспринимаемая как «чужая». В регионах славяно-еврейских контактов в кризисных ситуациях, таких как засуха, эпидемия, мор, выполнялись магические ритуалы с вольным или невольным участием евреев, роль которых уподоблялась роли неких «катализаторов». Например, жители Полесья во время засухи, бросали в колодцы украденные у евреев горшки или обливали еврея водой. Для противодействия стихийным бедствиям могли совершаться совместные ритуальные обходы. Известны приметы, связанные со встречей еврея и толкования снов с участие «евреев». «Еврей», увиденный во сне, обычно толковался как Христос (у белорусов), святой (западные украинцы), ангел (поляки, украинцы). Еврей может сниться к прибыли или к другим вещам.
В рамках народной магии в регионах тесных контактов в качестве магических средств, амулетов, в народной медицине могли использоваться особо важные предметы «чужого» культа — шаббатняя свеча, талес, мезуза и др. Особой силой наделялись «чужие» сакральные слово и текст, молитвы на «чужом» языке из «заумных» слов, среди которых можно уловить и истолковать, обыграть «знакомые». «Непонятные» еврейские тексты имеют статус оберега. Известен обмен письменными амулетами между евреями и славянами. Оберегом могут быть и «чужие» религиозные книги. Славянская традиция отмечала негативное отношение евреев к кресту. Славяне отмечали и по-разному объясняли отсутствие у евреев икон. По некоторым славянским верованиям евреи всё же имели изображения своего бога или «богов» (икон). Славянской народной традиции известна лихорадка-«жидовка», очень зловредная болезнь, не поддающаяся лечению обычными средствами. Украинцы и русские на юге России объясняют её следующим образом: когда Иродиаде принесли на блюде голову Иоанна Крестителя, та от ужаса впервые затряслась в лихорадке. Помогают от неё изображение некого «жидовского бога» или растирание освящённым салом — средством, неприемлемым для евреев. В то же время считается, что иконы — изображения Христа способны помочь евреям, поскольку он не оставит в беде соплеменников.

## Холокост и его последствия
В начале XX века доля еврейского населения некоторых местечек достигала 80 %, евреи определяли уклад жизни, благосостояние соседних сёл, и, например, для носителей польской традиционной культуры «евреи являлись элементом универсума». После Холокоста в опустевшем культурном пространстве возникает новая мифология об ушедшем народе. Часто встречаются утверждения «мы проклятые люди», «проклятый народ»: вместе с евреями из местечек «ушла благодать», пошатнулось благополучие.
При изменении типовых ситуаций этнокультурный стереотип также меняется, что наглядно проявляется в том числе в трактовках особенностей традиций и обрядов этнических соседей. Когда из местечек ушёл пласт еврейской культуры, который составлял общий фон сосуществования традиций, и исчезла возможность непосредственного наблюдения бытовых и ритуальных практик соседей, комплекс представлений о «чужих» сохранил лишь отдельные узловые точки, наиболее устойчивые основные стереотипы, со временем также сдающие позиции: представления, что евреев хоронят сидя; для инородцев и иноверцев характерен особый запах; евреи в своих обрядах употребляют кровь; о пищевых запретах и др. Стереотип еврея сохраняет свою структуру в целом, но редуцировался, перестал выполнять свою регулирующую функцию и постепенно трансформировался в тематику нарративов — меморатов и фабулатов. В этом стереотипе появились и новые компоненты, сформировавшиеся под влиянием исторических событий, но развивающие стереотип с применением характерных для этнокультурной традиции объяснительных моделей.
Наблюдается трансформация стереотипного представления, что евреи не едят свинину. Все чаще информанты говорят, что «нормальные» евреи едят свинину и всегда её ели, потому что те, с кем общался информант на своей памяти, ели свинину — они были советскими и светскими людьми — и это норма их жизни; не едят свинину в Израиле, и это является новшеством для евреев, а для славянских рассказчиков — аномалия.
Известны фольклорные объяснения ненависти Гитлера к евреям. Анализировались нарративы, зафиксированные преимущественно на территориях, входивших в черту оседлости, от людей старшего возраста, контактировавших с евреями, в основном до войны, или много слышавших о них от своих родителей. Эти версии сводятся трём объяснительным стратегиям: в числе ближайших родственников Гитлера или его сослуживцев был еврей, на которого он был сильно обижен и поэтому стал мстить всему еврейскому народу; ненависть вызвали особенности самих евреев, которые, в рамках этнических стереотипов славян, считаются умнее, хитрее, ленивее немцев и славян, а, кроме того, способны понимать немецкий язык; также Холокост может объясняться евангельскими событиями — как «справедливое возмездие» за распятие Христа, при этом информанты неоднократно делали отсылку к соответствующему фрагменту Евангелия: «Кровь на нас и на детях наших» (Мф. 27:25). В этих рассказах применяются разработанные традицией механизмы осмысления окружающего мира, включая этноконфессиональные стереотипы, сюжетные клише традиционной квазиисторической фольклорной прозы, которое объединены с попытками индивидуальной интерпретации событий прошлого.
В белорусской и украинской традициях имеют распространение рассказы о том, что евреи, идущие на гибель, предрекали своим односельчанам-славянам ту же судьбу. Это предсказание часто облекается в метафорическую форму «нами разведут, а вами замесят», что является отсылкой к изготовлению хлебного теста; непротивление евреев малочисленным конвоирам информанты объясняют словами раввина, который призывал к покорности. Нежелание евреев сопротивляться истреблению могли объясняться их религиозными взглядами. Евреи не пытались спрятаться или убежать, поскольку было предсказание, что они должны погибнуть, «пойти своим ходом в могилу».